# I Wish It Would Rain Down
«I Wish It Would Rain Down» (с англ. — «Желаю, чтобы шёл дождь») — второй сингл с четвёртого студийного альбома Фила Коллинза «…But Seriously» (1989). Был издан в 1990 году. Как и первый сингл с этого альбома — «Another Day in Paradise», «I Wish It Would Rain Down» также отличается от танцевальной направленности композиций с предыдущего альбома Коллинза «No Jacket Required» (1985). В записи композиции принял участие Эрик Клептон, исполнивший гитарную партию. В целом, композиция звучит как добротная рок-баллада.
Сингл попал в «десятку» в хит-парадах многих стран, включая Канаду, где он поднялся на первую строчку чарта.

## Запись композиции
Фил Коллинз уговорил Эрика Клептона принять участие в записи. Как вспоминал сам Коллинз в одном из интервью: «Я сказал ему — Эрик, я никогда не просил тебя сыграть? Так давай же, у меня есть песня — прямо с твоей улицы» Коллинз чувствовал, что он, написав «I Wish It Would Rain Down», оказался как никогда близок к блюзовой композиции. Именно поэтому, Коллинз чувствовал, что гитарную партию в этой композиции должен исполнить именно Эрик Клептон, так как — это «его песня».

## Список композиций

### LP7" сингл
1. «I Wish It Would Rain Down»
2. «Homeless» («Another Day in Paradise» demo)

### LP 12" сингл
1. «I Wish It Would Rain Down»
2. «Homeless» («Another Day in Paradise» demo)
3. «You’ve Been in Love (That Little Bit Too Long)»

### CD Макси сингл
1. «I Wish It Would Rain Down»
2. «Homeless» («Another Day in Paradise» demo)
3. «You’ve Been in Love (That Little Bit Too Long)»

## Хит-парады
Композиция стала довольно успешной в 1990 году, занимала третье место в Billboard Hot 100 в США и становилась первой в чарте RPM Top 100 в Канаде, где пробыла шесть недель и получила статус «Сингл года» в итоговом чарте RPM Top 100 за 1990 год
| Хит-парад (1990)                         | Наивысшая позиция |
| ---------------------------------------- | ----------------- |
| Australian Singles Chart.                | 15                |
| Austrian Singles Chart.                  | 26                |
| Canadian Singles Chart                   | 1                 |
| Dutch Singles Chart.                     | 3                 |
| French Singles Chart.                    | 11                |
| German Singles Chart.                    | 8                 |
| Irish Singles Chart.                     | 4                 |
| New Zealand Singles Chart.               | 27                |
| Swedish Singles Chart.                   | 7                 |
| Swiss Singles Chart.                     | 8                 |
| UK Singles Chart.                        | 7                 |
| U.S. Billboard Hot 100.                  | 3                 |
| Billboard Hot Adult Contemporary Tracks. | 3                 |
| Billboard Hot Mainstream Rock Tracks.    | 5                 |

### Итоговый хит-парад 1990
| Итоговый хит-парад (1990) | Наивысшая позиция |
| ------------------------- | ----------------- |
| Dutch Singles Chart.      | 29                |
| U.S. Billboard Hot 100.   | 56                |